# Рудь Микола Данилович
Мико́ла Дани́лович Рудь (9 травня 1912, с. Олександрівка, Зачепилівська волость, Костянтиноградський повіт, Полтавська губернія — 22 жовтня 1989, Київ) — український поет і прозаїк.

## Життєпис
Народився 9 травня 1912 року в селі Олександрівка Зачепилівської волості Костянтиноградського повіту в багатодітній хліборобській сім'ї.
Закінчив Зачепилівську семирічку. В 1929 році вступає до Красноградського педтехнікуму. Не отримавши місця в гуртожитку і талонів у студентську їдальню, він залишив педтехнікум і подався на Донбас. У тридцяті роки був членом літературної організації «Молодняк».
В 1936 році з'являється перша книжка Миколи Рудя — віршована збірка «Найближче». З повоєнного доробку відомі книжки «На Поділлі», «Час клопоту і сподівань», «Гомін до схід сонця», «Синій птах», «Дивень».
Помер Микола Данилович у Києві 22 жовтня 1989 року.

## Нагороди
- За заслуги в розвитку літератури і в зв'язку з семидесятиріччям від дня народження нагороджений орденом Дружби народів.

## Біблігографія
Друкувався з 1930 року. Збірка поезій «Найближче» (1936), «Слово після бою» (1947), «Чобітки», «Рідні вогні» (1950), «Граніт Сталінграду» (1951), «Донецькі зорі» (1958), «Грім на зелене гілля» (1960); книга нарисів, оповідань, повістей; роман-трилогія «Боривітер» (1964).